# Бивенкурт ан Вермандоа
Бивенкурт ан Вермандоа (фр. Bouvincourt-en-Vermandois) насеље је и општина у североисточној Француској у региону Пикардија, у департману Сома која припада префектури Перон.
По подацима из 2011. године у општини је живело 154 становника, а густина насељености је износила 79,38 становника/km². Општина се простире на површини од 1,94 km². Налази се на средњој надморској висини од 112 метара (максималној 101 m, а минималној 84 m).

## Демографија
| 1962. | 1968. | 1975. | 1982. | 1990. | 1999. | 2011. |
| ----- | ----- | ----- | ----- | ----- | ----- | ----- |
| 134   | 154   | 154   | 144   | 145   | 137   | 154   |

График промене броја становника у току последњих година